# Eleições parlamentares europeias de 2019 (Suécia)
As eleições parlamentares europeias de 2019 na Suécia foram realizadas em 26 de maio, para escolher os 21 deputados suecos do Parlamento Europeu.

O partido mais votado foi o Partido Social-Democrata, seguido do Partido Moderado e dos Democratas Suecos. A Iniciativa Feminista perdeu o seu único mandato. Tiveram melhor resultado do que nas eleições de 2014 os conservadores, os democratas-cristãos e os centristas. Tiveram pior resultado os liberais, os social-democratas, os verdes e a Iniciativa Feminista.

## Composição Atual (2014-2019)

### Partidos Nacionais
| Partido | Partido                  | Deputados | Grupo parlamentar europeu                         |
| ------- | ------------------------ | --------- | ------------------------------------------------- |
|         | Partido Social-Democrata | 5 / 20    | Aliança dos Socialistas e Democratas              |
|         | Partido Verde            | 4 / 20    | Grupo dos Verdes/Aliança Livre Europeia           |
|         | Partido Moderado         | 3 / 20    | Partido Popular Europeu                           |
|         | Liberais                 | 2 / 20    | Aliança dos Liberais e Democratas pela Europa     |
|         | Democratas Suecos        | 2 / 20    | Reformistas e Conservadores Europeus              |
|         | Partido do Centro        | 1 / 20    | Aliança dos Liberais e Democratas pela Europa     |
|         | Partido da Esquerda      | 1 / 20    | Esquerda Unitária Europeia/Esquerda Nórdica Verde |
|         | Os Democratas Cristãos   | 1 / 20    | Partido Popular Europeu                           |
|         | Iniciativa Feminista     | 1 / 20    | Aliança dos Socialistas e Democratas              |

### Grupos parlamentares europeus
| Grupo | Grupo                                             | Deputados |
| ----- | ------------------------------------------------- | --------- |
|       | Aliança dos Socialistas e Democratas              | 6 / 20    |
|       | Grupo dos Verdes/Aliança Livre Europeia           | 4 / 20    |
|       | Partido Popular Europeu                           | 4 / 20    |
|       | Aliança dos Liberais e Democratas pela Europa     | 3 / 20    |
|       | Reformistas e Conservadores Europeus              | 2 / 20    |
|       | Esquerda Unitária Europeia/Esquerda Nórdica Verde | 1 / 20    |

## Partidos Nacionais
Os principais partidos concorrentes são os seguintes:
| Partido | Partido                  | Cabeça de lista   | Afiliação europeia                                       |
| ------- | ------------------------ | ----------------- | -------------------------------------------------------- |
|         | Partido Social-Democrata | Heléne Fritzon    | Partido Socialista Europeu                               |
|         | Partido Verde            | Alice Bah Kuhnke  | Partido Verde Europeu                                    |
|         | Partido Moderado         | Tomas Tobé        | Partido Popular Europeu                                  |
|         | Liberais                 | Karin Karlsbro    | Partido da Aliança dos Liberais e Democratas pela Europa |
|         | Democratas Suecos        | Peter Lundgren    |                                                          |
|         | Partido do Centro        | Fredrick Federley | Partido da Aliança dos Liberais e Democratas pela Europa |
|         | Partido da Esquerda      | Malin Björk       | Esquerda Nórdica Verde                                   |
|         | Os Democratas Cristãos   | Sara Skyttedal    | Partido Socialista Europeu                               |
|         | Iniciativa Feminista     | Soraya Post       |                                                          |

## Resultados Oficiais

### Resultados finais
| Partido                 | Partido                     | Votos       | %               | +/-         | Deputados   | +/-         |
| ----------------------- | --------------------------- | ----------- | --------------- | ----------- | ----------- | ----------- |
|                         | Partido Social-Democrata    | 974 589     | 23,48 / 100,00  | 0,71        | 5 / 20      | Estável     |
|                         | Partido Moderado            | 698 770     | 16,83 / 100,00  | 3,18        | 4 / 20      | 1           |
|                         | Democratas Suecos           | 636 877     | 15,34 / 100,00  | 5,67        | 3 / 20      | 1           |
|                         | Partido Verde               | 478 258     | 11,52 / 100,00  | 4,19        | 2 / 20      | 2           |
|                         | Partido do Centro           | 447 641     | 10,78 / 100,00  | 4,29        | 2 / 20      | 1           |
|                         | Os Democratas Cristãos      | 357 856     | 8,62 / 100,00   | 2,69        | 2 / 20      | 1           |
|                         | Partido da Esquerda         | 282 300     | 6,80 / 100,00   | 0,50        | 1 / 20      | Estável     |
|                         | Liberais                    | 171 419     | 4,13 / 100,00   | 5,78        | 1 / 20      | 1           |
|                         | Outros (com menos de 1,00%) | 103 760     | 2,50 / 100,00   |             | 0 / 20      |             |
| Votos Inválidos         | Votos Inválidos             | 36 378      | 0,87 / 100,00   | 0,26        |             |             |
| Total                   | Total                       | 4 187 848   | 100,00 / 100,00 |             | 20 / 20     |             |
| Eleitorado/Participação | Eleitorado/Participação     | 7 576 917   | 55,27 / 100,00  | 4,20        |             |             |
| Fonte                   | Fonte                       | [ 4 ] [ 6 ] | [ 4 ] [ 6 ]     | [ 4 ] [ 6 ] | [ 4 ] [ 6 ] | [ 4 ] [ 6 ] |

## Composição 2019-2014

### Partidos Nacionais
| Partido | Partido                  | Deputados | Grupo                                             |
| ------- | ------------------------ | --------- | ------------------------------------------------- |
|         | Partido Social-Democrata | 5 / 20    | Aliança Progressista dos Socialistas e Democratas |
|         | Partido Moderado         | 4 / 20    | Grupo do Partido Popular Europeu                  |
|         | Democratas Suecos        | 3 / 20    | Reformistas e Conservadores Europeus              |
|         | Partido Verde            | 2 / 20    | Grupo dos Verdes/Aliança Livre Europeia           |
|         | Partido do Centro        | 2 / 20    | Aliança dos Liberais e Democratas pela Europa     |
|         | Os Democratas Cristãos   | 2 / 20    | Grupo do Partido Popular Europeu                  |
|         | Partido da Esquerda      | 1 / 20    | Esquerda Unitária Europeia/Esquerda Nórdica Verde |
|         | Liberais                 | 1 / 20    | Aliança dos Liberais e Democratas pela Europa     |

### Grupos Parlamentares
| Grupo | Grupo                                             | Deputados |
| ----- | ------------------------------------------------- | --------- |
|       | Partido Popular Europeu                           | 6 / 20    |
|       | Aliança dos Socialistas e Democratas              | 5 / 20    |
|       | Reformistas e Conservadores Europeus              | 3 / 20    |
|       | Aliança dos Liberais e Democratas pela Europa     | 3 / 20    |
|       | Grupo dos Verdes/Aliança Livre Europeia           | 2 / 20    |
|       | Esquerda Unitária Europeia/Esquerda Nórdica Verde | 1 / 20    |

## Representantes suecos no Parlamento Europeu
- Partido Social-Democrata - Heléne Fritzon (cabeça de lista), Johan Danielsson,  Jytte Guteland, Erik Bergkvist, Evin Incir
- Partido Moderado - Tomas Tobé (cabeça de lista), Jessica Polfjärd, Jörgen Warborn, Arba Kokalari
- Democratas Suecos - Peter Lundgren (cabeça de lista), Jessica Stegrud, Charlie Weimers
- Partido Verde - Alice Bah Kuhnke (cabeça de lista), Pär Holmgren
- Partido do Centro - Fredrick Federley (cabeça de lista), Abir Al-Sahlani
- Democratas Cristãos - Sara Skyttedal (cabeça de lista), David Lega
- Partido da Esquerda - Malin Björk
- Liberais - Karin Karlsbro

FONTE: Amanda Karlsson e Anna Ekström. «Här är Sveriges representanter i EU». Göteborgs-Posten. ISSN 1103-9345. Consultado em 3 de junho de 2019